# 索波雷
索波雷（Sopore），是印度查谟-克什米尔邦Baramula县的一个城镇。总人口53246（2001年）。

## 人口
该地2001年总人口53246人，其中男性28288人，女性24958人；0—6岁人口6160人，其中男3253人，女2907人；识字率54.75%，其中男性为62.79%，女性为45.63%。